# Vingertunnel
De Vingertunnel is een tunnel op de E16 in de gemeente Kongsvinger in Hedmark, Noorwegen. De tunnel loopt onder het station van Kongsvinger. De tunnel is 114 meter lang en is daarmee de derde langste verkeerstunnel in Hedmark.